# Cumhuriyetçi Güven Partisi
Die Republikanische Vertrauenspartei (CGP, türkisch Cumhuriyetçi Güven Partisi) oder Nationale Vertrauenspartei (Milli Güven Partisi MGP) ist eine ehemalige Partei in der Türkei.

## Hintergrund
Die Republikanische Volkspartei (CHP) gilt als die Gründerin der türkischen Republik 1923 und war somit die älteste Partei des Landes; die Ideologie der Partei war der Kemalismus mit einer starken Betonung des Laizismus. Bülent Ecevit, der Generalsekretär der CHP ab 1966, begann neuere Ideen einzuführen. Obwohl er den Kemalismus nicht ausschloss, versuchte er, die Partei in eine sozialdemokratische Partei umzuwandeln, wobei er das Wort sozialdemokratisch vermied. Er kündigte an, dass die Partei sich „links der Mitte“ im politischen Spektrum befand. Aber auch diese Erklärung verursachte Abspaltungen von der Partei.

## Politische Geschichte
Eine Gruppe von CHP-Abgeordneten unter der Führerschaft von Turhan Feyzioğlu trat aus der CHP aus und gründete am 12. Mai 1967 die Vertrauenspartei. Prominente Persönlichkeiten wie Nermin Neftçi, Coşkun Kırca, Orhan Öztrak und Ali İhsan Göğüs waren unter den Gründungsmitgliedern. Bei der Wahl 1969 erhielt die Vertrauenspartei 6,6 % der Stimmen und wurde drittstärkste Partei im Parlament.
Am 29. Januar 1971 benannte sich die Partei in Nationalistische Vertrauenspartei um. Im gleichen Jahr war die Partei Teil der Technokratieregierung, und im nächsten Jahr wurde Ferit Melen von der CGP Ministerpräsident. Am 4. Mai 1973 fusionierte die Republikanische Partei (Cumhuriyetçi Parti), eine ebenfalls der CHP entstammende Partei, mit der Nationalistischen Vertrauenspartei. Nach dem Zusammenschluss wurde die Partei in Republikanische Vertrauenspartei umbenannt.

## Spätere Jahre
Bei der Wahl zur Nationalversammlung 1973 erhielt die Republikanische Vertrauenspartei 5,3 % der Wählerstimmen und beteiligte sich an der Koalitionsregierung von 1975, die durch die Gerechtigkeitspartei (AP) geleitet wurde. Die Partei verlor fortan an Unterstützung bei den Wahlen 1977 und wurde nach dem Staatsstreich 1980 durch eine Militärvorschrift am 1. Oktober 1981 verboten.